# F.I.A.M.M.A. (azienda)
La F.I.A.M.M.A.  (Fabbrica Italiana Apparecchi Macchine Materiali Accessori S.A. Firenze) è stato uno storico marchio di attrezzature fotografiche nato a Firenze nel 1920. Ha cessato le attività nel 1935, quando venne acquistato dalla Ferrania.

## Storia
Antonio Bencini, toscano, durante la Grande Guerra era tecnico aeronautico nel reparto ricognitori e cominciò a riparare le macchine fotografiche, di fabbricazione francese, usate per i rilievi. Dopo la guerra mise a frutto l'esperienza maturata, creando a Firenze, nel 1920, la società F.I.A.M.M.A. per la produzione di fotocamere, che fu acquisita nel 1935 dalla Ferrania.

## Produzione
La prima produzione della ditta fu rivolta a modelli da studio fotografico di grande formato 13 x 18 e 18 x 24 cm che usavano come materiale sensibile la lastra di vetro, dai nomi insoliti: Agra, Bute o Dimo. Queste insieme a due reflex di formato 10 x 15 cm, la Alma e la Icaro entrambe innovative per l'epoca.

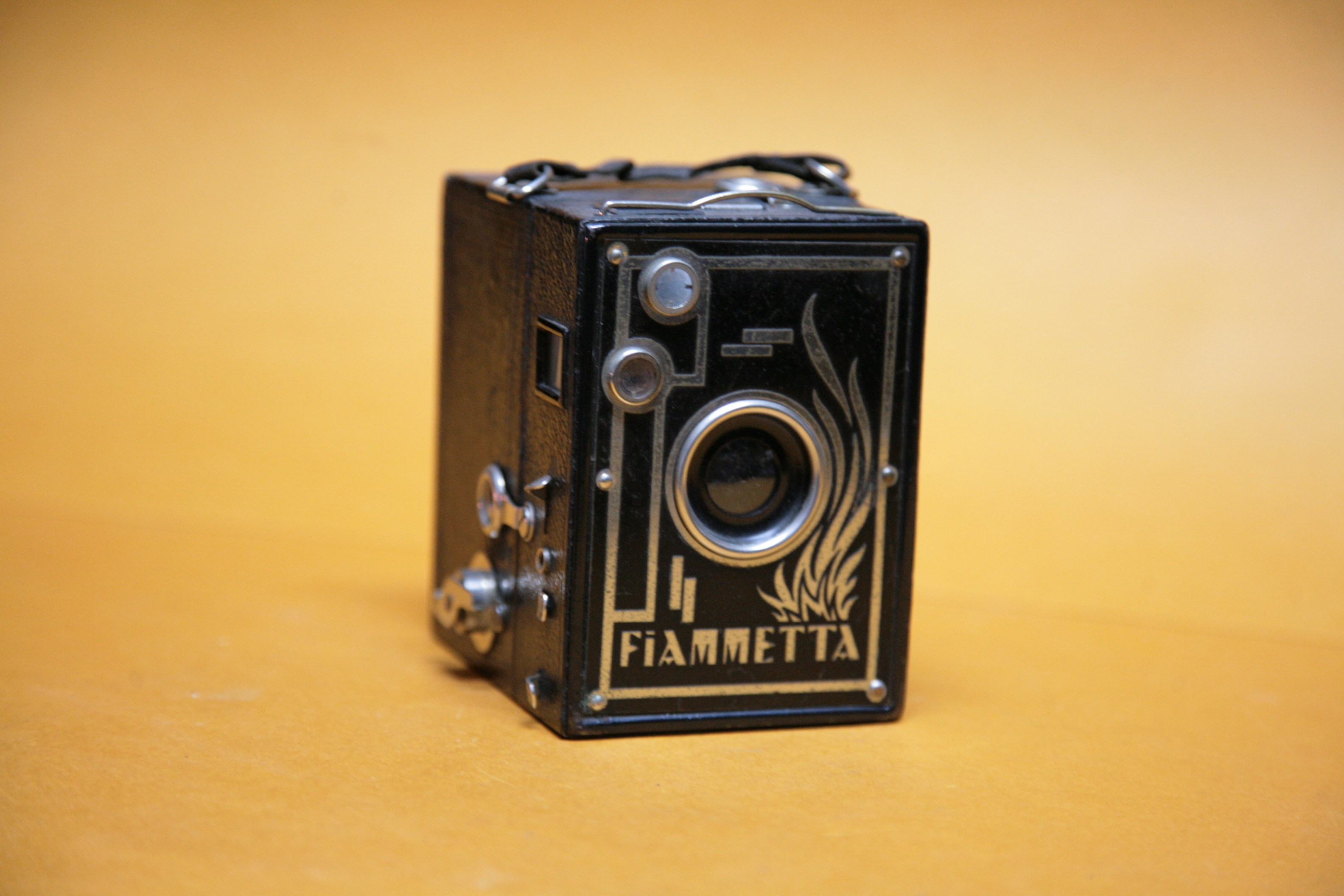
Fiammetta della ditta F.I.A.M.M.A.

Altro modello notevole per gli standard dell'epoca fu l'Avius, apparecchio di formato 13 x 18, con otturatore da 1/10 a 1/1000 e ottica Koristka, destinato al reportage e dotato di un soffietto con tiranti esterni.
Lo studio Alinari di Firenze fu tra i suoi clienti, insieme all'Aeronautica Militare che usava macchine adattate per scopi militari.
Nel 1931 aveva ben otto modelli di fotocamere da studio nei formati di 13 x 18 e alcune anche di 18 x 24 cm (Ares, Bute, Dimo, Agra, Eros, Ades, Teti e Alfeo).
Nel 1933 iniziò a produrre macchine per usi amatoriali di formato box in legno o metallo con pellicola a rullo di formato 120 o 127, i modelli si chiameranno Fiamma e Impero, Fiammetta, Gioia e Gioietta.
Nel 1935 Antonio Bencini lasciò la società e fondò a Torino la Filma, cedendo la F.I.A.M.M.A. alla Ferrania che cancellò lo storico marchio.
I modelli non da studio sono:
- Alma
- Avius
- Fiamma Box
- Fiammetta
- Gioietta
- Icarus
- Impero
- Tailboard Camera

I modelli da studio, nei formati 13,18, 18x24, 21x27 e 24x30cm, sono stati:

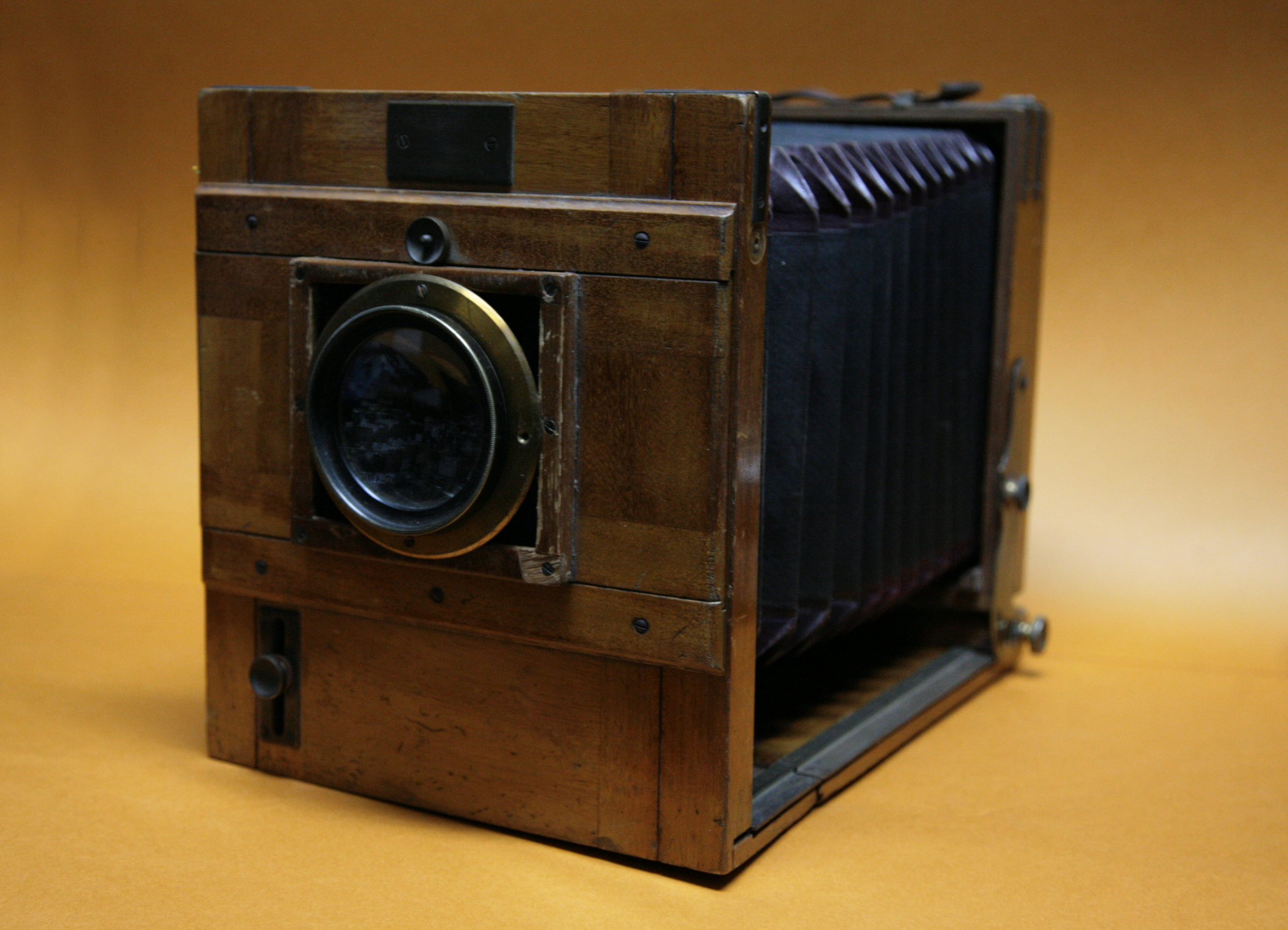
Ades Fiamma 1925, soffietto quadrato e lastra formato 18x24 cm macchina da campagna e studio

- Agra,
- Alinari,
- Ares,
- Bute,
- Dimo,
- Agra,
- Eros,
- Ades,
- Teti o Alfeo.